# Guerre russo-turque de 1686-1700
Pour les articles homonymes, voir guerre russo-turque.
guerres russo-turques
La guerre russo-turque de 1686–1700 est l’un des théâtres des efforts conjoints des Européens à la fin du XVIIe siècle pour repousser l’Empire ottoman.
Le conflit russo-ottoman démarre quand la Russie, alors dirigée par la régente Sophia Alexeievna, qui sera déposée du trône par son frère Pierre le Grand en 1689, rejoint la coalition anti-turque comprenant l’Autriche, la Pologne et Venise en 1686. Au cours de la guerre, les armées russes mettent sur pied les campagnes de Crimée de 1687 et 1689 et les campagnes d’Azov de 1695 et 1696.
La Russie préparant la guerre avec la Suède et les autres nations ayant signé le traité de Karlowitz avec la Sublime Porte en 1699, le gouvernement du tsar conclut le traité de Constantinople avec l’Empire ottoman en 1700, mettant un terme à la guerre.

## Source
- (en) Cet article est partiellement ou en totalité issu de l’article de Wikipédia en anglais intitulé « Russo-Turkish War (1686–1700) » (voir la liste des auteurs).